# 塞奇·拉斯洛
塞奇·拉斯洛（匈牙利語：Széchy László，1891年11月18日—1963年12月9日），匈牙利男子击剑运动员。他曾代表匈牙利参加1924年夏季奥林匹克运动会击剑比赛，获得男子团体佩剑银牌。